# 大張正己
大張正己（日语：／ Ōbari Masami，1966年1月24日—），日本男性動畫導演、動畫師、機械設計師。出生於神奈川縣，廣島縣成長。G-1NEO工作室代表董事。新日本職業摔角前代表董事社長大張高己是他的弟弟。

## 經歷
大張正己當時還是廣島縣立宮島工業高等學校的學生時，他的朋友漆原智志想成為一名動畫師，他了解到了這樣一個工作的存在，這讓他對動畫產生了興趣並從事動畫事業。大概在那個時候，他才開始繪畫和觀賞動畫，但他未見過《宇宙戰艦大和號》、《機動戰士鋼彈》、《福星小子》這樣的熱門作品，跟不上周圍的熱情。高中畢業後，他加入了葦Production。不到一個月，他的繪畫技巧就提高了，並很快展現出自己的才華。
1985年，他負責《超獸機神斷空我》的機械設計和機械動畫導演（當時19歲），其獨特的動畫風格備受關注。
之後，他離開葦Production並開始作為自由職業者活動，參與了南町奉行所的成立。
1986年，在《忍者戰士飛影》由葦Production負責的集數中，作為原畫和機械作監參加期間，對本身的作畫意圖和音樂表現之間的差距感到不滿，讓他想要自己當演出和導演。
1987年，擔任《機甲戰記威龍》的前期片頭動畫。執行本身的方法和風格，將人類肌肉和骨骼與機器人相結合，攝影的計算，包括擺姿勢。3位主角的威龍戰機和敵方戰機被繪製了一個名為「over rhythm」的獨特變形，但當時並沒有被接受，變形程度尤其顯著的是威龍戰機1號的頭部，因為它「與產品相差太大」，然而，從第14話開始，在贊助商萬代的指導下，第14話以降作畫被修改為幾乎忠於設定圖。然而，之後大張被任命為眾多作品的開場動畫，並繼續追加同樣的變形威龍。
1988年，22歲的他在OVA《吹泡糖危機》第5部（工作人員字幕標記「演出」）擔任導演，打破了第一次擔任導演最年輕的記錄。
在格鬥遊戲蓬勃發展的1990年代，他於1992年執導了以SNK的《餓狼傳說》為藍本的同名電視特輯，並於1993年執導了續集《餓狼傳說2》。1994年, 曾參與電影版《餓狼傳說 -THE MOTION PICTURE-》。
2016年11月14日，在自己的Twitter上宣佈在沖繩與比自己小27歲的模型師戶崎葎結婚（再婚）。
2013年8月1日，畫冊《機器人魂 = ROBOT SOUL：大張正己畫集》由SB Creative發行 (ISBN 978-4-7973-7003-4) 。
在2022年發行的格鬥遊戲《格鬥天王XV》上，製作了遊戲中錄製的特別影片。

## 人物
他不僅作為動畫師和導演，而且作為機器人的造型設計師也很活躍。
在機器人的設計中他強調面部，眼睛和鼻子的形狀也很講究，表情可以像人臉一樣變化。另外，雖然是機器人，但身體的繪製也考慮到了肌肉的流動性。其機器人有著獨特的設計，如人類的頭部、給人肌肉印象的身體設計、類似人的固定姿勢，俗稱。
至於變形的噱頭，本人則是想到了在腦海中旋轉3D模型。對此，他表示學生時期學習室內設計和建築的經驗是有用的。但是，他說想成為動畫師的人應該學習攝影（視角、鏡頭等）和書法（寫作）比學建築更好。
受田村英樹的影響，其繪畫風格大量使用，也受到「勇者系列」兼用卡和後來追隨者參演《機動戰士鋼彈SEED》的影響。雖然他說這種被他稱為「勇者PERS」的技術是在他周圍優秀的前輩動畫師面前被設計成他自己的「技能」，另一方面，他也表示作為一名畫家，對於這種技術在過去20年裡沒有改變的事實，他說「我在21或22歲時學到的方法仍然有效，這與其說是令人驚訝，不如說是無聊」，長期以來他一直認為這是一個問題。
他也是與「超級機器人大戰系列」合作的主創之一。2010年，執導電視動畫《超級機器人大戰OG -The Inspector-》，除了為參與的遊戲繪製機器人的切入原畫、設計遊戲原創的機器人之外。另外，寺田貴信在「機戰官方部落格」的文章中，以大張參與的其中一部作品《超重神GRAVION》為由，稱他為「超重神」。
他最喜歡的機器人動畫是《無敵鋼人泰坦3》，並擁有的同作DVD-BOX上卷和下卷都飾演主角鈴置洋孝的親筆簽名，分別用金色筆和銀色筆書寫。這是大張進入動畫業界後唯一一次要的簽名。
前妻是石田敦子。
中村謙一郎是他的徒弟。

### 評論

#### 對格鬥技的評論
他非常熱愛格鬥技，稱安東尼奧·豬木為他的「精神導師」，並稱「（我）和豬木一樣是AB型的」。其中，他是主要活躍於新日本職業摔角的武藤敬司的忠實粉絲，並宣稱「我從武藤慶二那裡學到了動畫的時間安排」，「（在街機遊戲《鬥魂列傳3》裡），他是日本最好的，可以使用武藤進行戰鬥」。

#### 作為動畫師的評論
他曾表示自己身為動畫師缺乏經驗。原因是「我只是無法畫出類似於其他人創造的角色和機械」，即使被認為是自私也無濟於事，出於同樣的原因，他宣稱他「真的不能」做原畫工作。他還評論道，「我不想在畫畫時扼殺自己的個性」，以及「世界上有很多有才華的動畫師，所以也許像我這樣的人做一些奇怪的事情會更好」。

#### 關於電腦圖學的評論
對於CG在動畫製作中的運用，他說如果是真的，一切都可以手繪，甚至爆炸和特效。認為幾乎沒有什麼是不能手繪的。覺得能用得好而且看起來不像CG就很酷了，並表示最好的使用方法就是第一眼看起來不像CG。此後，動畫製作的環境發生了變化，進入2020年代，人們開始對CG產生某種程度的正面態度。在本身執導的《勇氣爆發Bang Bravern》中，他從製作之初就融入了機甲的CG描繪，他還稱讚CG工作人員的出色，稱永遠無法用手畫出它。

#### 對開場動畫的評論
對於自己引起關注的開場動畫，他說「我希望主要故事成為主要故事，但我希望（開場）是一個非常令人興奮的開始」「這不就是你必須讓觀眾期待有趣的事情發生的部分嗎」，他說，考慮到這一點進行創作就可以了，而受到如此好評的部分是從《機甲戰記龍騎兵》開始的開場作品，「我並沒有打算對設計師的設計進行調整，只是將作品的各個部分調整成我認為漂亮的比例」「機械和角色沒有差別。人類的身體和機械裝置的零件都是透過被認為美麗的比例來創造的，這一點至今沒有改變。從現在開始我也會繼續這樣畫」。

#### 對勇者系列的評論
他參與了從《勇者艾克斯凱撒》到《勇者警察傑德卡》的勇者系列，並負責片頭動畫和機械作監，但大約在同一時間，他還經歷了導演《風暴戰士ORGUN》和《吹泡糖危機》等OVA，「我意識到僅僅感動其他導演的作品是不夠的」、「在我工作的過程中，我說服自己這是一部面向廣泛人群的電視節目，不只是為了受限於OVA的觀眾」透露他當時的心情，對於無法賺到足夠的錢，沒有完成而退出勇者系列的事實，他說「當時我也無能為力」。

#### 其他評論
- 對於自己的畫作，他說「機械和角色都很耀眼」，「我想把原創性融入到一切，包括面部表情和比例」[16]。
- 他曾表示自己不想成為職業導演，他說「我確信有些東西是現在才可以製作的。原作賣得相當不錯，所以我不想做一份只要讓它發揮作用就可以僥倖逃脫的工作」[16]。
- 他對翻拍持消極態度，儘管他從24或25歲左右就收到這些請求，但他說「我沒有參與，因為我覺得它缺乏和空虛」「如果我們利用當今的技術重現前人創造的東西，我們也許能夠創造出令人驚嘆的東西。但靈魂無法再造。我感覺到那種恐懼」[16]。
- 關於導演時使用配音員的問題，他說「我不打算選受歡迎的演員」，「我不喜歡那些來（錄音）工作室打卡的人」，也表示自己很講究找到一個能讓人愛上的演員[21]。
- 談到自己的人生規劃，他說「當我28歲時，我感覺到了極限，是我的身體先崩潰，還是我必須放棄我的運氣」，從那時起，他就一直想要全力以赴地工作表達了熱情[21]。
- 他堅信遊戲不是視頻作品，原因是「視頻是一種可以與影院中不特定數量的人分享情感的作品」[21]。

## 參加作品

### 電視動畫
| 放送年份      | 作品名稱                                      | 職稱 | 備註                               |
| ------------- | --------------------------------------------- | --- | ---------------------------------- |
| 1984年        | 特裝機兵多爾巴克                              | 動畫 |                                    |
| 1984年        | 星槍士俾斯麥                                  | 原畫 | 原畫出道作品。                     |
| 1984年        | 變形金剛                                      | 原畫 |                                    |
| 1985年        | 超獸機神斷空我                                | 機械設定、機械作畫監督、作畫                                                                                             |                                    |
| 1986年        | 俏女郎娜琪！心緣的圍巾                        | 原畫 |                                    |
| 1986年        | 北斗神拳                                      | 原畫 |                                    |
| 1986年        | 機器勇士                                      | 作畫監督 |                                    |
| 1986年        | 忍者戰士飛影                                  | 機械作監、原畫 |                                    |
| 1987年—1988年 | 機甲戰記龍騎兵                                | OP動畫、機械作監 |                                    |
| 1989年        | 獸神萊卡                                      | 原畫 |                                    |
| 1990年        | 勇者艾克斯凱撒                                | 標題動畫&OP | 同時負責部分變形、合體BANK場面。   |
| 1991年—1992年 | 太陽勇者火鳥                                  | 首席動畫師、標題動畫&OP、機械作畫監督、原畫                                                                              |                                    |
| 1992年        | 勇者傳說達鋼                                  | 標題動畫、原畫 |                                    |
| 1992年        | 宇宙騎士鐵甲人利刃                            | OP動畫 | 同時負責鐵甲人利刃變身BANK的原畫。 |
| 1992年        | 餓狼傳說                                      | 人物設定、總作畫監督 |                                    |
| 1993年        | 勇者特急隊                                    | OP動畫、原畫 |                                    |
| 1993年        | 餓狼傳說2                                     | 人物設定、總作畫監督 |                                    |
| 1994年        | 勇者警察傑德卡                                | 特別機械設定、OP |                                    |
| 1994年        | 侍魂 ～破天降魔之章～                         | 原畫 |                                    |
| 1994年        | 魔法騎士雷阿斯                                | OP導演、原畫 |                                    |
| 1997年        | 超者萊汀                                      | 第38話：原畫 |                                    |
| 1997年        | VIRUS ‐VIRUS BUSTER SERGE‐                    | 導演、編劇、人物設定、分鏡、演出、作畫監督、原畫 OP動畫（作畫監督、原畫）                                                |                                    |
| 1998年        | Weiß kreuz                                    | OP動畫導演（分鏡、作畫監督、原畫）                                                                                       |                                    |
| 2000年        | 銀裝騎攻Ordian                                | 原作、導演、機械設定、編劇、分鏡、演出、機械作監、作畫監修 OP動畫（分鏡、演出、機械作畫監督、原畫）                      |                                    |
| 2001年        | 超能奇兵                                      | 第26話：原畫 |                                    |
| 2002年        | 超重神GRAVION                                 | 原作、導演、機械設定、OP導演、分鏡、演出、作畫監督協力、原畫、特別服裝設計                                               |                                    |
| 2002年        | G-on少女騎士團                                | 第9話：原畫 |                                    |
| 2003年        | 銀河天使                                      | 第3期15話：文字 |                                    |
| 2004年        | 超重神GRAVION Zwei                            | 原作、導演、機械設定、分鏡、演出、原畫                                                                                   |                                    |
| 2005年        | JINKI:EXTEND                                  | OP動畫（機械作畫監督）、原畫                                                                                             |                                    |
| 2005年—2006年 | 新宇宙飛龍                                    | OP動畫（分鏡、演出、機械作畫監督、原畫）、合體動畫、機械作畫監督、原畫                                                   |                                    |
| 2006年        | Code Geass 反叛的魯路修                       | OP（原畫） |                                    |
| 2007年        | 獸裝機攻斷空我NOVA                            | 導演、機械設定、演出、機械作畫監督、原畫 OP（分鏡、演出、原畫）                                                          |                                    |
| 2007年        | PRISM ARK                                     | 導演、分鏡、演出、原畫                                                                                                   |                                    |
| 2010年        | 薄櫻鬼                                        | OP動畫（分鏡、演出、原畫）                                                                                               |                                    |
| 2010年        | 薄櫻鬼 碧血錄                                 | OP動畫（分鏡、演出、原畫）                                                                                               |                                    |
| 2010年—2011年 | 超級機器人大戰OG -The Inspector-              | 導演、機械設定、分鏡、演出、機械作畫監督、超軍神作畫監督、龍虎王作畫監督、原畫、OP動畫（分鏡、演出、機械作畫監督、原畫） |                                    |
| 2011年        | 妖怪少爺 ～千年魔京～                         | 第22話：原畫 |                                    |
| 2012年        | 薄櫻鬼 黎明錄                                 | OP動畫（分鏡、演出）、分鏡                                                                                               |                                    |
| 2012年        | 機動戰士鋼彈AGE                               | 原畫、OP製作人員（分鏡、演出、原畫）                                                                                     |                                    |
| 2012年        | Smile 光之美少女！                            | 第35話：原畫 |                                    |
| 2013年        | 八犬傳 -東方八犬異聞-                         | OP動畫（分鏡、演出） |                                    |
| 2013年        | 超速變形螺旋傑特                              | 螺旋傑特設計 |                                    |
| 2013年        | 卡片鬥爭!! 先導者 王牌連接篇                  | 第138話：原畫、第156話：作監協力                                                                                         |                                    |
| 2013年        | HEROES ～Legend of Battle Disks～             | OP製作人員（分鏡、演出、原畫）                                                                                           |                                    |
| 2013年—2014年 | 鋼彈創戰者                                    | OP動畫（分鏡、演出、原畫）、原畫、機械作畫監督、分鏡                                                                     |                                    |
| 2014年        | 未來卡片 戰鬥夥伴                             | OP動畫（原畫）、終極強化卡合體分鏡                                                                                       |                                    |
| 2014年        | 卡片鬥爭!! 先導者 雙鬥搭檔篇                  | 第172話：原畫 |                                    |
| 2014年        | 機械少女Z                                     | 第3.5話：原畫 |                                    |
| 2014年        | 健全機鬥士                                    | 第12話：原畫 |                                    |
| 2014年—2015年 | 鋼彈創戰者TRY                                 | OP動畫（分鏡、演出、原畫）、原畫、機械作畫監督、分鏡                                                                     |                                    |
| 2015年        | T寶的悲慘日常 夢幻篇                          | 第7話：片尾插圖設計 |                                    |
| 2015年        | 銀魂°                                         | 第291話：ED原畫 |                                    |
| 2015年—2017年 | 機動戰士鋼彈 鐵血孤兒                         | 分鏡、機械作畫監督、原畫、第2原畫、動畫                                                                                  |                                    |
| 2016年        | Active Raid -機動強襲室第八課-                | 第6話：原畫 |                                    |
| 2016年        | Concrete Revolutio ～超人幻想～ THE LAST SONG | 第24話：原畫 |                                    |
| 2016年        | 卡片鬥爭!! 先導者G 超越之門篇                 | 第45話：原畫 |                                    |
| 2016年        | 初戀怪獸                                      | 第8話：超級機器人設定、原畫                                                                                              |                                    |
| 2016年        | 鋼彈創戰者TRY 島上熱戰                        | 原畫 |                                    |
| 2016年        | 蒼之彼方的四重奏                              | 第9話：「天空霸者賽普里昂」製作人員（機械設定、分鏡、作畫協力）                                                          |                                    |
| 2017年        | 莉露莉露妖精 ～魔法之鏡～                     | 第19話：原畫 |                                    |
| 2018年        | 鋼彈創鬥者 潛網大戰                           | 動作導演、機械作畫監督、機械作畫監督協力、原畫、動畫 OP製作人員（分鏡、演出、原畫）                                      |                                    |
| 2018年        | 驚爆危機！Invisible Victory                   | OP動畫（分鏡） |                                    |
| 2019年        | POP TEAM EPIC TV Special                      | OP（分鏡、機械設定、分開著色指定、原畫、呼喚原畫的聲音、作畫確認、監修、超級基底）                                       |                                    |
| 2019年        | 多羅羅 (2019年版)                             | 前期OP動畫（原畫） |                                    |
| 2019年        | ACTORS -Songs Connection-                     | OP動畫（分鏡） |                                    |
| 2020年        | 戰翼的希格德莉法                              | OP動畫（分鏡） |                                    |
| 2021年        | 終末的女武神                                  | 筆文字師 |                                    |
| 2021年        | 鬥神姬                                        | 合體BANK分鏡 |                                    |
| 2022年        | POP TEAM EPIC TV Animation 2nd Season         | 第2話「出動！超巨大狗屎合體」單元導演、超級基底、機械設定、原畫 ED動畫（分鏡、演出、機械設定、原畫）                     |                                    |
| 2023年        | 機動戰士鋼彈 水星的魔女                       | 機械作畫監督、原畫、OP動畫（原畫）                                                                                       |                                    |
| 2024年        | 勇氣爆發Bang Bravern                          | 導演、Bravern設計、音響監督、分鏡、演出、作畫監督、原畫、友情作畫監督 OP動畫製作人員（分鏡、演出、原畫）                 |                                    |
| 2024年—2025年 | 金肉人 完美超人始祖篇                         | 動作監督、（分鏡、演出） OP動畫（OP導演、作畫）                                                                          |                                    |
| 2025年        | 靈異教師神眉 (2025年版)                       | OP動畫（原畫） |                                    |

### 電影動畫
| 放映年份 | 作品名稱                                            | 職稱                       | 備註               |
| -------- | --------------------------------------------------- | -------------------------- | ------------------ |
| 1990年   | CAROL                                               | 原畫                       |                    |
| 1992年   | 亂馬½：決戰桃幻鄉！奪回新娘子!!                     | 原畫                       |                    |
| 1994年   | 餓狼傳說 -THE MOTION PICTURE-                       | 導演、人物設定、總作畫監督 |                    |
| 2014年   | 劇場版 薄櫻鬼 第二章 士魂蒼穹                       | 分鏡、演出                 |                    |
| 2024年   | 機動戰士鋼彈SEED FREEDOM                            | 機械作畫監督               |                    |
| 2024年   | 劇場版 Love Live！虹咲學園學園偶像同好會 完結篇 第1章 | 原畫                       | 他也負責」的設定。 |

### OVA
| 公開年份      | 作品名稱                                    | 職稱                                                                                 |
| ------------- | ------------------------------------------- | ------------------------------------------------------------------------------------ |
| 1985年        | 夢幻獵人麗夢                                | 第1話：原畫                                                                          |
| 1986年        | 超獸機神斷空我 給死者們的鎮魂歌             | 原畫                                                                                 |
| 1986年—1987年 | 戰鬥吧!! 伊庫薩1                            | ACT-II：作畫監督、原畫 ACT-3：機械設定、作畫監督、原畫                               |
| 1986年        | 裝鬼兵MD蓋斯特                              | 原畫                                                                                 |
| 1987年        | 大魔獸激鬥 鋼之鬼                           | 作畫監督、原畫                                                                       |
| 1987年—1989年 | 破邪大星彈劾凰                              | 機械設定、分鏡、作畫監督、原畫                                                       |
| 1988年—1991年 | 吹泡糖危機                                  | PART5：故事分鏡、演出、D-D設計、作畫監督 PART6：導演、故事分鏡、作畫監督 PART8：原畫 |
| 1988年        | A子計劃3：灰姑娘狂想曲                      | 原畫                                                                                 |
| 1989年        | 無限地帶23 III                              | 後篇：機械作畫監督                                                                   |
| 1990年—1992年 | 暗黑神傳承 武神                             | 怪物設定、作畫監督、第1話：原畫                                                      |
| 1990年        | ANOTHER STORY OF BUBBLEGUM CRISIS AD.POLICE | 第3話：作畫監督、原畫                                                                |
| 1990年        | 魔獸戰線                                    | 第3部：原畫                                                                          |
| 1991年        | RENTAMAN                                    | RENTAMAN設計                                                                         |
| 1991年—1992年 | 風暴戰士ORGUN                               | 導演、故事分鏡、作畫監督、原畫                                                       |
| 1992年        | 紅色疾風                                    | 分鏡、原畫                                                                           |
| 1992年        | 超時空要塞II -LOVERS AGAIN-                 | OP動畫（分鏡、作畫監督）、作畫監督、原畫                                             |
| 1992年        | 英雄傳說 王子的啟程                         | 原畫                                                                                 |
| 1992年—1993年 | D-1 DEVASTATOR                              | 機械動作、總監                                                                       |
| 1993年        | MOLDIVER                                    | OP動畫（第1、2話）：原畫、第4話：原畫                                                |
| 1993年        | BASTARD!! -暗黑的破壞神-                    | 第5話：故事分鏡、演出                                                                |
| 1993年        | 時間飛船王道復古                            | 客座動畫師                                                                           |
| 1996年        | 鬥神傳                                      | 導演、第1話：分鏡、演出                                                              |
| 1996年—1997年 | 超人學園鋼帝王                              | 導演、人物設定、分鏡、作畫監督、原畫                                                 |
| 1996年        | 斬鬼者覺悟                                  | 第2話：原畫                                                                          |
| 1997年—1998年 | 電腦戰隊VOOGIE'S★ANGEL                      | 導演、人物設定、第1話：豪快繪師                                                      |
| 1999年—2001年 | 超神姬彈凱撒3                               | 原作、導演、劇本統籌、機械設定、分鏡、演出、機械作畫監督、原畫 OP動畫、ED插圖        |
| 2001年—2002年 | 魔神凱撒                                    | 第6話：原畫                                                                          |
| 2002年        | 勇者王我王凱牙FINAL                         | 第7話：原畫                                                                          |
| 2010年        | MAGICAL☆高品質動畫                          | 導演、演出、原畫                                                                     |
| 2011年—2012年 | 薄櫻鬼 雪華錄                               | OP動畫（分鏡、演出）                                                                 |
| 2012年        | 一發必中!! Devander                         | 機械作畫                                                                             |

※除此之外，1995年還宣布將執導《精靈使》，但是退出了。

#### 成人OVA
| 公開年份      | 作品名稱                     | 職稱                                                |
| ------------- | ---------------------------- | --------------------------------------------------- |
| 1988年        | Guy -妖魔覺醒-               | 怪獸設定協力、原畫                                  |
| 1992年        | Guy SECOND TARGET 黃金女神篇 | 故事分鏡、怪獸設定、原畫                            |
| 2001年—2003年 |                              | 導演                                                |
| 2001年—2003年 | ANGEL BLADE                  | 原作、原案、導演、人物設定、動畫製作人、第1話：原畫 |
| 2002年—2003年 | VIPER -GTS-                  | 導演、演出                                          |
| 2004年—2005年 | ANGEL BLADE PUNISH！         | 總導演、人物設定、動畫製作人、分鏡、原畫            |

### 網路動畫
| 公開年份      | 作品名稱                           | 職稱                                            |
| ------------- | ---------------------------------- | ----------------------------------------------- |
| 2013年        | 爆獸合神爆琉聖王                   | 導演（、）                                      |
| 2017年        | 鋼彈創戰者 GM的逆襲                | 分鏡                                            |
| 2017年        | 鋼彈創戰者 戰鬥部落                | 導演、分鏡、演出、原畫                          |
| 2017年        | 聖刻 -BEYOND- 預告PV               | 機械作畫監督、效果作畫監督&原畫                 |
| 2018年        | 鐵鷗 ARMORED GULL 特別版PV         | 導演、分鏡、演出                                |
| 2019年—2020年 | 鋼彈創戰潛行者Re:RISE              | 動作導演、分鏡、機械作畫監督、原畫              |
| 2020年        | 鋼彈創戰潛行者 對戰風雲錄          | 導演、分鏡                                      |
| 2021年        | 鋼彈創壞者 對戰風雲錄              | 導演、分鏡、演出、ED工作人員（演出）            |
| 2022年        | 城郭合體機器人 特別短篇動畫        | 導演、音響監督                                  |
| 2023年        | 境界戰機 極鋼之裝鬼                | 導演、分鏡、第二原畫 OP工作人員（原畫）         |
| 2023年        | 鋼彈創鬥者元宇宙                   | 導演、分鏡 OP工作人員（分鏡、原畫）             |
| 2025年        | 勇氣爆發Bang Bravern×先導者 動畫PV | Bravern設定、導演、分鏡、機械作畫監督、音響監督 |

### 遊戲、遊戲機
| 發表年份      | 作品名稱                                | 職稱、角色                                             | 備註                               |
| ------------- | --------------------------------------- | ------------------------------------------------------ | ---------------------------------- |
| 1989年        | Moto Roader                             | 特邀設計                                               |                                    |
| 1990年        | 炎之大地                                | 機械設定                                               | 同時負責宣傳插圖。                 |
| 1995年        | 70年代風機器人動畫 GeP-X                | 原畫                                                   |                                    |
| 1995年        | 魔法騎士雷阿斯                          | 動畫製作人員（動畫製作／演出）                         |                                    |
| 1995年        | 超人學園鋼帝王                          | 人物設定                                               |                                    |
| 1999年        | Virus -The Battle Field-                | 動畫導演、演出                                         |                                    |
| 2004年        | 魔力寶貝 PUK3 天界之騎士與星詠之歌姬    | OP（導演）                                             |                                    |
| 2005年        | 第3次超級機器人大戰α 終焉之銀河         | 斷空我切入原畫協力、製作協力                           |                                    |
| 2005年        | GAME S.S.D.S.～刹那的英雄～             | 視覺製作人                                             |                                    |
| 2006年        | PRISM ARK                               | OP影片（導演、分鏡）                                   |                                    |
| 2007年        | 超級機器人大戰W                         | 切入原畫協力                                           |                                    |
| 2007年        | 超級機器人大戰OG ORIGINAL GENERATIONS   | 原創機械設定、機器人原畫                               |                                    |
| 2007年        | 超級機器人大戰OG外傳                    | 原創機械設定、機器人原畫                               |                                    |
| 2008年        | 超級機器人大戰Z                         | 原創機械設定、機器人切入圖像協力                       |                                    |
| 2010年        | 召喚夜響曲 毀滅之劍與應許騎士           | 協力                                                   |                                    |
| 2010年        | PRISM☆MA～GICAL ～PRISM Generations！～ | 首部OP影片（導演、分鏡）                               |                                    |
| 2010年        | 超級機器人大戰L                         | 特別感謝                                               |                                    |
| 2011年        | 角子機 超重神GRAVION                    | 角子機動畫工作人員（導演、演出、機械作畫監督、原畫）   |                                    |
| 2011年        | 第2次超級機器人大戰Z 破界篇             | 原創機械設定、開發協力                                 |                                    |
| 2012年        | 第2次超級機器人大戰Z 再世篇             | 原創機械設定、開發協力                                 |                                    |
| 2012年        | 第2次超級機器人大戰OG                   | 原創機械設定、機器人原畫                               |                                    |
| 2013年        | 月英學園 -kou-                          | 特別插圖                                               |                                    |
| 2014年        | 第3次超級機器人大戰Z 時獄篇             | 開發協力                                               |                                    |
| 2015年        | 第3次超級機器人大戰Z 天獄篇             | 原創機械設定、開發協力                                 |                                    |
| 2015年        | 角子機 機甲戰記龍騎兵                   | 主視覺插圖、OP動畫&演出、機械作畫監督                  |                                    |
| 2016年        | 超級機器人大戰OG THE MOON DWELLERS      | 機械設定、機器人原畫                                   | 並負責初回限定版特別三方背盒插圖。 |
| 2017年        | 角子機 外星人進化                       | 導演、作畫監督、原畫、UFO裝甲設定、演出                |                                    |
| 2017年        | 超級機器人大戰V                         | 戰鬥切入原畫協力                                       | 並擔任勇者的切入原畫。             |
| 2018年        | 超級機器人大戰X                         | 戰鬥切入原畫                                           |                                    |
| 2019年        | 超級機器人大戰T                         | 戰鬥切入原畫                                           |                                    |
| 2019年—       | 超級機器人大戰DD                        |                                                        | 負責迪達里昂的設計。               |
| 2019年—2023年 | 鋼彈創壞者MOBILE                        | OP動畫（導演、機械作畫監督）                           |                                    |
| 2020年        | 機動戰隊                                | 機械設定、版權畫、活動廣告（導演、機械作畫監督）       |                                    |
| 2020年        | 碧藍幻想                                | 「」 MUSIC VIDEO：導演、演出、分鏡、原畫               |                                    |
| 2021年        | 超級機器人大戰30                        | 原創機械設定、戰鬥切入原畫                             | 負責古拉凡林、究極斷空我的設計。   |
| 2022年        | 格鬥天王XV                              | 特別影片（導演、分鏡、總作畫監督、原畫）               |                                    |
| 2022年        | 機動戰士鋼彈 鐵血孤兒G                  | 《機動戰士鋼彈 鐵血孤兒 獵殺兀爾德》機械作畫監督、原畫 |                                    |
| 2024年        | 雷索納斯：無限號列車                    | 動畫PV（動畫導演）                                     |                                    |
| 2025年        | 餓狼傳說 群狼之城                       | 特別音樂視頻（導演、分鏡、作畫監督、創意製作人）       |                                    |

### 其它插圖、設計 等
- 機甲戰記龍騎兵 DVD紀念盒插圖[62]
- 太陽勇者火鳥 紀念盒插圖[63]
- 勇者傳說達鋼 紀念盒插圖[64]
- 黃金勇者合體 紀念盒插圖[65]
- EMOTION the Best 機甲戰記龍騎兵 DVD-BOX插圖[62]
- 琉球銀行 （設計、動畫廣告導演[66][67]）
- 環太平洋2：起義時刻 （聯名藝術[68]）
- 佐賀偶像是傳奇（應援插圖[69]）
- FRAME ACTION MEISTER 海王星戰士（概念設計[70]）
- 萬代 鋼普拉 包裝藝術
- 萬代 HG超級機器人大戰系列 包裝藝術
- MODEROID（日语：MODEROID） 包裝藝術
- IWGP世界重量級冠軍（日语：IWGP世界ヘビー級王座） 冠軍腰帶設計[71]
- 獸裝機攻斷空我 40週年紀念藍光盒BOX插圖[72]

## 書籍
- 《G-ONE- 大張正己作品集》（movic（日语：ムービック），1998年12月1日初版發行） ISBN 4-89601-361-1
- （SB Creative，2013年8月7日初版第1版發行） ISBN 978-4-7973-7003-4
- （HobbyJAPAN（日语：ホビージャパン），2022年4月28日初版發行） ISBN 978-4-7986-2780-9
- （企劃、製作，HobbyJAPAN，2024年10月2日初版發行） ISBN 978-4-7986-3606-1
- HobbyJAPAN MOOK1439（Super Barrier，HobbyJAPAN，2025年1月31日初版發行）ISBN 978-4-7986-3739-6

## 出演
- 超人學園鋼帝王（日语：超人学園ゴウカイザー）—立花一輝、布萊德的聲音
- 超級機器人大戰OG -The Inspector-—龍王機的聲音
- 超級機器人大戰X-Ω（日语：スーパーロボット大戦X-Ω）—G-BARI（照片出演／來自《POP TEAM EPIC》）

## 相關人士
- 江端里沙（日语：江端里沙）—前G-1NEO工作室所屬。她在當時所屬的大張正己動畫中是不可或缺的存在，江端的名字在大張最近的評論「我想從年輕人中培養出有魅力的動畫師」中經常被提及[17][19]。
- 漆原智志—高中、並在同一部門同期[73]。
- 平野俊貴（日语：平野俊貴）—大張正己在《戰鬥吧!! 伊庫薩1》時第一次見到的動畫導演。對大張的導演風格影響很大[20]。
- 合田浩章、恩田尚之—關於人物設定，對大張的影響如此之大，以至於有一段時間有一種情結，覺得「這是我無法超越的」[20]。
- 中澤一登—他是一位觀看職業摔角的動畫師，也是大張認識的少數幾個了解職業摔角的人之一[16]。
- 中山久美子（日语：中山久美子）—她是一位色彩協調師（日语：カラーコーディネーター），從出道初期就經常與大張合作，在色彩設定上兩人有著很好的契合度[16]。

## 腳註

## 外部連結
- 大張道場，存于 （日語）—大張正己的官方個人網站。
- 大張正己的X（前Twitter） （日語）
- 大張正己的Instagram帳戶 （日語）